# Standaard SV Denderleeuw
Standaard SV Denderleeuw is een Belgische voetbalclub uit Denderleeuw in de provincie Oost-Vlaanderen. De club is bij de KBVB aangesloten met stamnummer 1409 en heeft rood-wit als clubkleuren. Het eerste team van de club is in 2023/24 actief in de Eerste Provinciale competitie van Oost-Vlaanderen.
De voetbalvereniging werd opgericht in 1929. Standaard trad veelal aan in de hoogste provinciale reeksen. De initiële locatie was op Leeuwbrug, in de omgeving van de huidige Omlooplaan en Wijmenierlaan. In de zeventiger jaren werd onder impuls van de 
voormalige burgemeester en tevens gewezen keeper van Standaard Denderleeuw, Armand De Pelsmaeker door de gemeente het gemeentelijk sportstadion aangelegd met vier voetbalterreinen. Die site is nu gekend als het Dender Football Complex.
De opmars van FC Denderleeuw EH naar de nationale reeksen in de jaren 1990 betekende dat deze ploeg naar het gemeentelijk sportstadion mocht verhuizen.  voor Standaard Denderleeuw werd een nieuwe locatie gezocht en gevonden een paar honderd meter naar het westen aan het Walleken.  De club beschikte daar van bij aanvang over twee nieuwe terreinen. Standaard was in die periode gedegradeerd tot 4e provinciale. In 2012 volgde de heropstanding met de kampioenstitel en de promotie naar 3e provinciale.
Aan het Walleken werd sindsdien het gemeentelijke sport- en recreatiepark Armand De Pelsmaeker ingericht met drie voetbalvelden.